# ناحیه فابیوس، میشیگان
ناحیه فابیوس (به انگلیسی: Fabius Township) یک منطقهٔ مسکونی در ایالات متحده آمریکا است که در شهرستان سنت ژوزف، میشیگان واقع شده‌است.
 ناحیه فابیوس ۹۱٫۵ کیلومتر مربع مساحت و ۳٬۲۸۵ نفر جمعیت دارد و ۲۶۳ متر بالاتر از سطح دریا واقع شده‌است.